# Arena Stožice
Arena Stožice er en multiarena i Ljubljana, Slovenien med plads til 14.500 tilskuere til koncerter og 12.450 til basketball, volleyball og håndbold. Det ligger i Bežigrad-distriktet, nord for byens centrum. Arenaen er en del af sportskomplekset Stožice Sports Park.
Arenaen er et af de vigtigste spillesteder for det slovenske landshold i de fleste indendørs sportsgrene undtagen ishockey, som arenaen dog ikke er egnet til og kun kunne være vært, hvis der ville blive implementeret iskølemaskiner. Ved siden af stadion er arenaen også designet til at være vært for mange kulturelle begivenheder.